# María Teresa León
María Teresa León (castellà: María Teresa León Goyri)  (Logronyo, 31 d'octubre de 1903 - Majadahonda, 13 de desembre de 1988) María Teresa León Goyri, va ser una escriptora espanyola integrant de la Generació del 27. És autora de llibres, guions de cinema, muntatges de teatre, traductora en diversos idiomes. Va tractar d'estendre la cultura pels pobles, i va ajudar, al costat de Rafael Alberti, Rosa Chacel, Timoteo Pérez Rubio o Arturo Serrano Plaja i un sens fi d'homes i dones del poble, molts d'ells anarquistes, a posar en lloc segur innombrables quadres del tresor artístic i més de quaranta mil llibres d'incalculable valor, evitant la seva pèrdua en la contesa nacional de 1936.

## Biografia
Filla del coronel de l'exèrcit Ángel León i de Maria Oliva Goyri, cosina de María Goyri (dona de Ramón Menéndez Pidal). En la seua educació influïren molt els seus oncles i sobretot la seva tia Maria Amalia Goyri, que havia sigut una de les primeres dones espanyoles a obtenir un doctorat en filosofia i lletres, i que impartí classes a la universitat espanyola. La infància de María Teresa transcorregué entre Madrid, Barcelona i Burgos, ciutat a la qual tornaria en diverses ocasions i amb la qual se sentí fortament lligada. Estudià en la Institución Libre de Enseñanza i es llicencià en filosofia i Lletres. D'aquesta manera, María Teresa s'educà en un ambient culte, il·lustrat, que la marcà i definí durant tota la seua vida.
Molt jove es casà, el 1920 (amb 17 anys), amb Gonzalo de Sebastián Alfaro, amb qui tingué dos fills: Gonzalo i Enrique, nascuts el 1921 i 1925 respectivament, però el matrimoni no és felic, ja que ell vol controlar tots els aspectes de la vida de María Teresa, que, cap el 1922, decideix abandonar-lo. Cap el 1924 María Teresa torna amb el seu marit, ja que aquest li havia pres el fill prohibint-li de visitar-lo. En aquesta època publicà articles en què parlava de temes relacionats amb la cultura i la dona al Diario de Burgos, sota el pseudònim Isabel Inghirami, heroïna de Gabriele D'Annunzio, i posteriorment amb el seu propi nom.
El 1928, realitzà un viatge a l'Argentina, i l'any següent publicà les primeres obres: Cuentos para soñar i La bella del mal amor. El 1929 coneix Rafael Alberti i trenca el seu matrimoni, per a anar-se'n amb el poeta a Mallorca. El 1932 es casen civilment. Una de les primeres col·laboracions d'Alberti per a María Teresa León són les il·lustracions per al seu tercer llibre, una col·lecció de contes anomenada Rosa Fría, patinadora de la luna. És en aquest moment quan la Junta per a l'Ampliació d'Estudis pensionà María Teresa León per a estudiar el moviment teatral europeu i començaren a viatjar per Berlín, la Unió Soviètica, Dinamarca, Noruega, Bèlgica i Països Baixos. Aquestes experiències li permeteren comptar amb una temàtica per a les seues obres, que fou ampliant posteriorment amb una dotzena d'articles, publicats a l’Heraldo de Madrid el 1933.
També el 1933 és l'any en què es divorcia del seu primer marit i es casa amb Alberti, amb qui participa en la fundació, i posterior direcció, de la revista Octubre, en la qual publicarà la seua obra Huelga en el puerto (1933).

## Viatge a l'URSS i compromís republicà
El 1934 la parella tornà a la Unió Soviètica per assistir al Primer Congrés d'Escriptors Soviètics, on conegueren Louis Aragon, Pasternak, Maksim Gorki i André Malraux. Tingueren una gran activitat política i social al produir-se la Revolució d'Astúries de 1934, sent proposats com a emissaris del Socors Roig Internacional, en nom de qui viatjaren als Estats Units d'Amèrica, Cuba, Nicaragua, Veneçuela i Mèxic per recaptar fons per als miners asturians damnificats. Maria Teresa també escriu articles explicant els fets asturians al New York Post i al The New Republic.
El Cop d'estat del 18 de juliol que inicià a la Guerra Civil els agafa a Eivissa, d'on aconsegueixen escapar amb l'ajuda de l'acció naval de reconquesta que el capità Alberto Bayo va fer, sense èxit. S'instal·len novament a Madrid en plena guerra i María Teresa passa a exercir el càrrec de secretaria de l'Alianza de Escritores Antifascistas. Les seues vivències en el Madrid bèl·lic seran reflectides més tard amb gran intensitat en dues novel·les: Contra viento y marea i Juego limpio, aquesta última de gran càrrega dramàtica, crua i intensa, amb importants notes autobiogràfiques en què narra el dia a dia d'un grup d'actors. María Teresa fou subdirectora del Consejo Central del Teatro, i posà en peus, ja com a autora, ja com a actriu o com a directora, importants empreses teatrals a l'Espanya republicana.
El matrimoni Alberti-León, juntament amb José Bergamín, entre d'altres, va fundar la revista El Mono Azul, veu de l'Alianza de Escritores Antifascistas, on es va publicar el Romancero de la Guerra Civil dedicat a Federico Garcia Lorca. També va participar en la Junta de Defensa del Tesoro Artístico Nacional, duent a terme una intensa activitat d'animació cultural i literària als fronts de guerra, i tractant de salvar el patrimoni nacional, como el tresor sacre de Toledo i traslladant els fons pictòrics del Museu del Prado i d'El Escorial a València (junt amb altres intel·lectuals, artistes i literats de la Generació del 27 com Rosa Chacel i el seu marit Timoteo Pérez Rubio). El seu marit, Rafael Alberti, escrigué al respecte una obra anomenada "Noche de guerra en el Museo del Prado".
També participà en el II Congreso de Escritores Revolucionarios el 1937, celebrat a Madrid i València. Durant la guerra el seu treball se centrà en el teatre, exercint el càrrec de subdirectora del Consejo Central del Teatro, presidit per Josep Renau, promovent diferents iniciatives en aquest camp. Com a responsable del Teatro de Arte y Propaganda de Madrid i, el 1938 de Las Guerrillas del Teatro del Ejército del Centro (bàndol republicà), posà en marxa diverses empreses teatrals. Treballà com a dramaturga, com a directora d'escena i fins i tot esporàdicament col·laborà com a actriu; fou co-directora de Los títeres de cachiporra, de Federico Garcia Lorca, i de La cacatúa verde, d'Arthur Schnitzler; també dirigí La tragedia optimista, de l'autor rus Vsevolod Vichnievsky, dirigint i participant com a actriu en la versió que feu el mateix Alberti de l'obra Numancia. També dirigí i participà en una altra obra d'Alberti: Cantata de los héroes y la fraternidad de los pueblos. Una altra de les seues contribucions al món del teatre fou la fundació d'El Cine, Teatro, Club de la Alianza de Intelectuales Antifascistas.

## Exili i retorn
Amb el final de la guerra i la derrota republicana hagueren d'exiliar-se, en un primer moment a Orà, a França, més tard a l'Argentina i també a Itàlia.
S'instal·laren a París fins a finals de 1940, realitzant traduccions per a la ràdio francesa Paris-Mondial i treballant com a locutors per a les emissions d'Amèrica Llatina.
A l'Argentina residiren durant vint-i-tres anys, allí nasqué la seua única filla, Aitana. És a l'Argentina, segons alguns autors (Estébanez), on adquireix la maduresa de la seva prosa, com a cim de la seua evolució, que s'inicia amb els primers contes de tall tradicional als anys vint, passant per una etapa avantguardista després de conèixer Alberti, i continua amb un realisme socialista a partir de la República. L'arribada al poder de Juan Domingo Perón els feu anar a Itàlia, on s'establiren a Roma (és aquí on es perfila la seua obra Memoria de la melancolia) fins a 1963. És en aquest moment quan el matrimoni Alberti inicia novament viatges a Europa i realitzen el seu primer viatge a la Xina, després del qual escriu en 1958 juntament amb Rafael Alberti, Sonríe China.
Amb l'arribada de la democràcia, Rafael Alberti i María Teresa León tornen a Espanya el 27 d'abril de 1977, però ella no gaudirà gaire de la nova etapa espanyola. Afectada de la Malaltia d'Alzheimer, fou ingressada en un sanatori de la rodalia de Madrid en què morirà el 13 de desembre de 1988.

## Reconeixement de la seva obra
Pot afirmar-se que María Teresa León fou una dona compromesa amb el conflictiu temps que li va tocar viure, enfrontant-se a crítiques i costums antiquats.
L'any 2003 se celebrà el centenari del naixement de l'escriptora, i els 15 anys de la seua mort. Per aquest motiu, institucions de Burgos (on passà la seua adolescència i joventut), organitzaren al Círculo de Bellas Artes, de Madrid, l'exposició María Teresa León. Memoria de un compromiso; hi figuraven textos inèdits sobre Federico García Lorca, Lope de Vega, Ramón Menéndez Pidal. Pot considerar-se aquesta exposició com a memòria i recuperació de la personalitat literària de l'escriptora de la generació del 27, enfosquida per la seva llarga vinculació amb el poeta Rafael Alberti.

## Obra literària
Com a escriptora explora els gèneres més variats: autobiografia (Memoria de la melancolia, considerada per molts una obra clau del gènere); novel·la (Contra viento y marea, Juego limpio); relats (Las peregrinaciones de Teresa, Fábulas del tiempo amargo); biografies novel·lades (Don Rodrigo Diaz de Vivar, el Cid Campeador, Doña Jimena Diaz de Vivar, gran señora de todos los deberes), assaig (La historia tiene la palabra)..., i també teatre, camp en el qual fou actriu, directora d'escena, autora.
Teatre
- Huelga en el puerto; 1933, Teatre
- Misericordia; Teatre
- La tragedia optimista; 1937, Teatre
- La libertad en el tejado; 1989, Teatre

Novel·la
- Contra viento y marea; AIAPE, Buenos Aires, 1941, Novel·la[13]
- El gran amor de Gustavo Adolfo Bécquer; Losada S.A., Editorial, Buenos Aires, 1946, Novel·la
- Don Rodrigo Díaz de Vivar, el Cid campeador; Peuser, Buenos Aires, 1954, Novel·la
- Juego limpio; Goyanarte, Buenos Aires, 1959, Novel·la
- Doña Jimena Díaz de Vivar, gran señora de todos los deberes; Losada S.A., Editorial, Buenos Aires, 1960, Novel·la
- Menesteos, marinero de abril; Era, México, 1965, Novel·la
- Cervantes. El soldado que nos enseñó a hablar; Altalena, Madrid, 1978, Novel·la

Contes
- Cuentos para soñar; Hijos de Santiago Rodríguez, Burgos, 1928, Contes
- La bella del mal de amor; Hijos de Santiago Rodríguez, Burgos, 1930, Contes
- Rosa-Fría, patinadora de la luna; Espasa Calpé, Madrid, 1934, Contes
- Cuentos de la España actual; Dialéctica, México, 1935, Contes
- Una estrella roja; Ayuda, Madrid, 1937, Contes
- Morirás lejos; Americalee, Buenos Aires, 1942, Contes[13]
- Las peregrinaciones de Teresa; Botella al mar, Buenos Aires, 1950, Contes
- Fábulas del tiempo amargo; Alejandro Finisterre, México, 1962, Contes

Assaig
- Crónica General de la Guerra Civil; Alianza de Intelectuales Antifranquistas, Madrid, 1939, Assaig.[3]
- La historia tiene la palabra; Patronato Hispano-Argentino de Cultura, Buenos Aires, 1944, Assaig

Guions cinematogràfics
- Los ojos más bellos del mundo; 1943, Guió de cinema
- La dama duende; 1945, Guió de cinema.[14]

Altres
- Nuestro hogar de cada día; Compañía Fabril Editora, Buenos Aires, 1958
- Sonríe China; Jacobo Munick, Buenos Aires, 1958, Miscelànea
- Memoria de la melancolía; Losada S.A., Editorial, Buenos Aires, 1970, Biografia[13]